# Cino
Cino är en ort och kommun i provinsen Sondrio i regionen Lombardiet i Italien. Kommunen hade 367 invånare (2018).